# Трибано
Триба̀но (на италиански: Tribano; на венециански: Triban, Трибан) е малко градче и община в Северна Италия, провинция Падуа, регион Венето. Разположено е на 7 m надморска височина. Населението на общината е 4465 души (към 2010 г.).